# Кабаста, Освальд
Освальд Кабаста (нем. Oswald Kabasta; 1896—1946) — австрийский дирижёр.

## Биография
В 1913—1916 учился в Венской академии музыки у Йозефа Маркса и Фердинанда Лёве, ученика Антона Брукнера, брал также частные уроки у Франца Шмидта (в дальнейшем дирижировал премьерой одного из самых известных произведений Шмидта — оратории «Книга за семью печатями», 1938, — а также посвящённой ему Четвёртой симфонией).
Руководил небольшими оркестрами в Винер-Нойштадте и Бадене, с 1926 г. генеральмузикдиректор Граца.
С 1931 г. принял руководство классом дирижирования Франца Шалька в Венской академии музыки.
В 1934 г. возглавил Венский симфонический оркестр. Его влияние на этот коллектив сохранялось вплоть до 1970-х гг.
В 1938 был назначен музыкальным руководителем Мюнхенского филармонического оркестра, одновременно вступил в НСДАП (как считается, это было поставлено условием его назначения). При этом он продолжал включать в программы произведения неугодных власти композиторов — Ф. Мендельсона, П. Дюка, Г. Малера, Б. Бартока. В 1944 г. включен в Gottbegnadeten-Liste.
В августе 1944 г., после того как Тонхалле — основная концертная площадка Мюнхенского оркестра была разрушена бомбардировкой союзников, активная дирижёрская деятельность Кабасты прекратилась. По окончании Второй мировой войны культурная администрация союзников запретила ему заниматься дирижированием, ложно обвинив в членстве в НСДАП с 1932 г. 
6 февраля 1946 г., после отчаянных писем с просьбами о возвращении к концертной деятельности, Кабаста умер от передозировки снотворного.
Кабаста был мастером в брукнеровском репертуаре — высоко ценятся его концертные записи четвёртой, седьмой и девятой симфоний. Среди немногочисленных записей Кабасты выделяется, в частности, Девятая симфония Антонина Дворжака «Из Нового света», записанная в Мюнхене 14 июля 1944 года (в годовщину смерти в Праге А. Мухи), во время его последнего концерта с Мюнхенским филармоническим оркестром; по иронии судьбы, эта запись долгое время приписывалась Вильгельму Фуртвенглеру.